# Филип Хајдуковић
Филип Хајдуковић (Београд, 10. децембар 1995) српски је позоришни, телевизијски и филмски глумац.

## Каријера
Филип Хајдуковић је одрастао у новобеоградским блоковима, а пре уписа на Факултет драмских уметности похађао је школу глуме. У класи професора Срђана Ј. Карановића са њим су студирали Митра Младеновић, Исидора Грађанин, Ђорђе Крећа, Владимир Ковачевић, Биљана Тодоровић, Сања Марковић, Марина Ћосић, Данило Лончаревић и Милан Зарић. Са представом Аудиција учествовали су на Позорју младих 2016. Хајдуковић је исте године одиграо своју прву филмску улогу у краткометражном остварењу Светски рекордери. Добио је и једну од улога у глумачкој подели представе Деца радости у Атељеу 212, док је следеће године био део поставе која је премијерно извела комад Љубав, љубав, љубав у том позоришту. У децембру 2017. премијерно је одиграо улогу у представи Моби Дик, Малог позоришта „Душко Радовић”.
Као студент четврте године прошао је кастинг за филм Принц Растко српски, у ком је добио насловну улогу Растка Немањића. Наредне године је са делом своје класе извео дипломску представу Парче ноћи на Ивановој гајби. Снежана Тришић, редитељка са којом је претходно сарађивао у две представе, на сцени Крушевачког позоришта поставила је комад Анималс, у ком је Хајдуковић добио лик Христофора. На Радио-телевизији Србије је у децембру 2018. приказана ТВ драма Биљане Србљановић Београдска трилогија у драматизацији Тијане Грумић и режији Јоване Аврамовић, са Филипом Хајдуковићем у једној од улога. Те године се појавио у филму, а затим и телевизијској серији Јужни ветар, где је играо споредни лик Царевог сина. У Звездара театру остварио је улогу у представи Феликс, премијерно изведеној 2019. Касније је играо и у кратком филму Инфлуенсер, пре него што је остварио једну од водећих улога у телевизијској серији Швиндлери. Потом је играо у серијама Мочвара и Златни дани, као и у филму Жив човек. Током 2021. појавио се у серији Калкански кругови, док је у подели филма и телевизијске серије Тома добио лик Даворина Поповића.

## Улоге

### Позоришне представе
| Представа                    | Улога                  | Текст               | Драматургија /адаптација/              | Режија             | Позориште                         | Премијера          |
| ---------------------------- | ---------------------- | ------------------- | -------------------------------------- | ------------------ | --------------------------------- | ------------------ |
| Аудиција                     | Алберт / Тецудзин Аоки | Александар Галин    | Срђан Ј. Карановић                     | Срђан Ј. Карановић | Факултет драмских уметности       | 25. мај 2016.      |
| Деца радости                 | песник                 | Олга Димитријевић   | Димитрије Коканов                      | Снежана Тришић     | Атеље 212                         | 13. новембар 2016. |
| Љубав, љубав, љубав          | Џејми                  | Мајк Бартлет        | Димитрије Коканов                      | Алиса Стојановић   | Атеље 212                         | 21. април 2017.    |
| Моби Дик                     | Исмаил, Мапа           | Херман Мелвил       | Димитрије Коканов Мила Машовић Николић | Снежана Тришић     | Позориште „Душко Радовић” Београд | 8. децембар 2017.  |
| Парче ноћи на Ивановој гајби | Иван                   | Ђорђе Милосављевић  | Ђорђе Милосављевић                     | Срђан Ј. Карановић | Факултет драмских уметности       | 27. април 2018.    |
| Анималс                      | Христофор              | Угљеша Шајтинац     | Јован Ристић                           | Снежана Тришић     | Крушевачко позориште              | 5. октобар 2018.   |
| Феликс                       | Феликс-Драган          | Владимир Кецмановић | Коста Пешевски                         | Дарко Бајић        | Звездара театар                   | 22. март 2019.     |

### Филмографија
| Год.   | Назив                           | Улога           |
| ------ | ------------------------------- | --------------- |
| 2010-е |                                 |                 |
| 2016.  | Светски рекордери (кратки филм) | Илија           |
| 2018.  | Кратки животи (кратки филм)     |                 |
| 2018.  | Београдска трилогија (ТВ филм)  | Јован           |
| 2018.  | Јужни ветар                     | Царев син       |
| 2020-е |                                 |                 |
| 2020.  | Јужни ветар (серија)            | Царев син       |
| 2020.  | Инфлуенсер (кратки филм)        | Микса           |
| 2020.  | Швиндлери (серија)              | Божа Баћковић   |
| 2020.  | Мочвара (серија)                | Вид             |
| 2020.  | Жив човек                       |                 |
| 2020.  | Златни дани (серија)            | Џибра           |
| 2021.  | Калкански кругови (серија)      | Стефан          |
| 2021.  | Тома                            | Даворин Поповић |
| 2022.  | Света Петка — Крст у пустињи    | анђео           |
| 2023.  | Што се боре мисли моје          | Гојко           |
| 2023.  | Тома (серија)                   | Даворин Поповић |
|        | Принц Растко српски             | Растко Немањић  |